# Adham Moataz
Adham Moataz (en arabe : ادهم معتز), né le 23 avril 2003, est un escrimeur égyptien.

## Carrière
Adham Moataz est médaillé d'or en sabre par équipes et médaillé de bronze en sabre individuel aux Championnats du monde juniors 2021 au Caire.
Il est médaillé d'argent en sabre par équipes aux Championnats d'Afrique 2022 à Casablanca.
Aux Championnats d'Afrique 2023 au Caire, il est médaillé d'argent en sabre individuel ainsi que médaillé d'or en sabre par équipes.

## Famille
Il est le frère de l'escrimeur Medhat Moataz.